# Dennō Keisatsu Cybercop
Dennō Keisatsu Cybercop (jap. 電脳警察サイバーコップ Dennō Keisatsu Saibākoppu) – japoński serial tokusatsu wyprodukowany został przez firmę Toho. Emitowany był na kanale NTV od 2 października 1988 roku do 5 lipca 1989 roku, liczył 36 odcinków. Pierwotnie miał być odpowiedzią Toho na produkowaną przez konkurencyjną firmę Toei serię Super Sentai. Koncepcję tę odrzucono po emisji odcinka pilotażowego.

## Fabuła
Akcja serialu toczy się w 1999 roku. W Tokio nastąpił gwałtowny wzrost przestępczości. Bezradna policja formuje sekcję antyterrorystyczną, zwaną ZAC, która do walki z przestępczością stosuje najnowocześniejszy sprzęt. Trzech członków ZAC, zwanych Cybercopami, jest wyposażonych w Bitkombinezony – specjalne zbroje bojowe. Kiedy ZAC odkrywa, że przestępczym światkiem kieruje dowodzona przez barona Kageyamę organizacja cyberprzestępców Deathtrap, w mieście pojawia się tajemniczy młodzieniec Shin'ya Takeda, który z niewiadomych przyczyn posiada swój własny Bitkombinezon, o wiele bardziej zaawansowany niż te należące do ZAC. Po pokonaniu jednego z robotów Deathtrap Takeda zostaje przyjęty do ZAC. Celem Cybercopów oraz ich koleżanki Tomoko Uesugi jest pokonanie Deathtrap. Ponadto Takeda, pozbawiony jakichkolwiek wspomnień, musi dowiedzieć się, kim jest i dlaczego znalazł się w tej sytuacji.

## ZAC
- Shin'ya Takeda/Jupiter (武田 真也/ジュピター Takeda Shin'ya/Jupitā)
- Akira Hōjō/Mars (北条 明/マーズ Hōjō Akira/Māsu)
- Ryōichi Mōri/Saturn (毛利 亮一/サターン Mōri Ryōichi/Satān)
- Osamu Saionji/Mercury (西園寺 治/マーキュリー Saionji Osamu/Mākyurī)
- Tomoko Uesugi (上杉 智子 Uesugi Tomoko)
- Hisagi Oda (織田 久義 Oda Hisagi)
- Mizue Shimazu (島津 瑞恵 Shimazu Mizue)
- Daisuke Yazawa (矢沢 大介 Yazawa Daisuke)
- Miho Asakura (朝倉 美穂 Asakura Miho)
- Lucyfer (ルシファー Rushifā)

## Deathrap
- Baron Kageyama (バロン 影山)
- Fyuler (フューラー Fyūrā)
- Doktor Einstein (エインシュタイン博士 Einshutain-hakase)
- Doktor Ploid (プロイド博士 Puroido-hakase)
- Madame Duwin (デューウィン女史 Dyūwin-joshi)
- Luna (ルナ Runa)

## Obsada
- Shin'ya Takeda: Tomonori Yoshida
- Tomoko Uesugi: Mika Chiba
- Akira Hōjō: Shōgo Shiotani
- Ryōichi Mōri: Tomu Saeba
- Osamu Saionji: Shun Yuzuhara
- Lucyfer: Takashi Koura
- Hisagi Oda: Masaaki Daimon
- Mizue Shimazu: Atsuko Mita
- Daisuke Yazawa: Shōhei Suzuki
- Miho Asakura: Hiromi Ōnishi
- Kageyama: Jun’ya Satō
- Fyuler: Gorō Mutsumi
- Einstein: Kishō Kitagawa
- Ploid: Ken Okabe (także Mr. Bycross w Guyferd)
- Duwin: Tomoko Ishimura
- Luna: Masako Takeda (także Megumi Shion w Guyferd)